# نردفایتریا

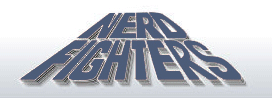
لوگوی نردفایتریا در سایت nerdfighters.ning.com

نردفایتریا (به انگلیسی: Nerdfighteria) یک فرهنگ اجتماعی است که در سال ۲۰۰۷ توسط ولاگ برادرز ( جان گرین و هنک گرین)، که به هواداران خود عنوان نردفایتر دادند، تحت پلتفرم یوتیوب ساخته شد.